# Bataille de Fidènes
La bataille de Fidènes se déroula dans les premières années de la Royauté romaine. Lors de son règne, Romulus dirigea l'armée romaine vers Fidènes.

## Le contexte historique
Après la fondation de la ville, les Romains commencèrent à s'agrandir, et à apparaître selon Tite-Live « si puissants qu'il pouvait rivaliser militairement avec n'importe quel peuple des alentours ». Des peuples qui avaient subi l'affront les premiers vaincus furent les habitants de Caenina, sont conquis par les Romains,. Puis, la cité d'Antemnae fut vaincu à son tour, et enfin vint le tour de Crustumerium. Le peuple des Sabins était la cible et suivante, et ils furent vaincus,. Les habitants de Fidènes, qui voit maintenant en Rome une cité voisine et qui montait en puissante, ils décidèrent alors d'attaquer Rome sans attendre que celle-ci ne devînt trop forte pour être vaincue.

## La bataille
Plutarque raconte deux versions de cette guerre. La première version est que Rome réussit à capturer Fidènes en faisant une attaque soudaine avec un groupe de cavaliers, à qui on avait donné l'ordre de couper les charnières aux portes de la ville. Romulus se présenta ensuite avec toute l'armée romaine de façon inattendue.
La seconde version est que Fidènes se précipita à déclencher une guerre contre les Romains, avec l'envoi d'escadrons de cavalerie pour ravager la campagne entre Rome et Fidènes afin de terroriser la population locale. La réaction romaine ne se fit pas attendre. Romulus lui-même, à la tête de l'armée romaine, se dirigea vers le nord, le long du Tibre jusqu'à un mille de Fidènes.
Le gros de l'armée romaine se tint prête à tendre une embuscade à l'armée de Fidènes dans une localité boisée voisine. Romulus était déterminé à attirer l'armée de Fidènes à l'extérieur de ses murs, avec l'adoption d'une tactique dangereuse : les cavaliers romains iraient droit jusqu'aux portes de la ville où ils simuleraient un assaut, et se replieraient au moment opportun devait l'ennemi en l'attirant ainsi dans le piège tendu par le roi romain.
L'embuscade fut du succès. Une fois les portes de la ville ouverte, la fougue des Fidénates leur permit de se jeter sur l'ennemi et réussirent à emporter les premières lignes romaines, les repoussant jusqu'au lieu prévu pour l'embuscade, là où le gros de l'armée romaine était cachée. Les Fidénates furent repoussés par les armées romaines et ils furent harcelés jusqu'à l'intérieur de leur ville. La guerre était gagnée,.

## Les conséquences
Selon Plutarque, Romulus ne détruisit pas la ville, ni n'abattit ses fondations, au contraire il fit de Fidènes une colonie romaine, où il installa bien 2 500 colons. La guerre déchaînée par Fidènes fut comme une "fièvre contagieuse" qui frappa les habitants de Véies qui se trouvaient à l'ouest du Tibre. La conséquence immédiate est que Romulus fut contraint de les combattre, il réussit à les battre et occupa le territoire de Septem pagi (à l'ouest de l'Île Tibérine), et contraignant ainsi les habitants de Véies à reculer leurs frontières.